# Elisabeth Quin
Elisabeth Quin (París, 23 de marzo de 1963) es una escritora y crítica de cine francesa, columnista de la revista Elle.
Ha publicado dos libros: La peau dure (2002) y Tu n'es pas la fille de ta mère (2004), una novela autobiográfica que relata su experiencia como mujer que adopta una niña camboyana. Esta historia sirve de analepsis a otra; la narradora está secretamente enamorada de su padre, quien le dijo siendo niña: Mais toi, tu n'es pas la fille de ta mère…  («Pero tú no eres hija de tu madre...»). Esta frase marca su destino y por ello adopta una niña a quien podrá decir: «Tu tampoco eres la hija de tu madre».

## Obra
Todas sus publicaciones y principales obras:
Novelas
- La Peau dure, Grasset, 2002.
- Tu n'es pas la fille de ta mère, Grasset, 2004.
- Pierre dans le loup, avec Thomas Perino, Seuil jeunesse, 2006.
- Bel de nuit, Gerald Nanty, Grasset, 2007.

Guiones de cine
- Cannes. Ils & elles ont fait le festival, con Noël Simsolo, Cahiers du cinéma, 2007.
- Préface à 501 réalisateurs, sous la direction de Steven Jay Schneider, Omnibus, 2009.

Arte y moda
- Dreams are my Reality, catálogo de exposición, colectiva, Fondation Atelier de Sèvres, 2005.
- Le Livre des vanités, con Isabelle d'Hauteville y Olivier Canaveso, eds. Regard, 2008.
- Karl Lagerfeld, parcours de travail, catálogo de exposición, colectiva, Maison européenne de la photographie, 2010.
- C'est la vie ! Vanités de Pompéi à Damien Hirst, colectiva, Flammarion, 2010.

### Cine
- Fais-Moi rêver (2002) de Jacky Katu
- Elle critique tout (2004) de Alain Riou
- Tous les hommes sont des romans (2007) de Alain Riou y Renan Pollès
- Ça se soigne ? (2008) de Laurent Chouchan